# 큼피아투르지

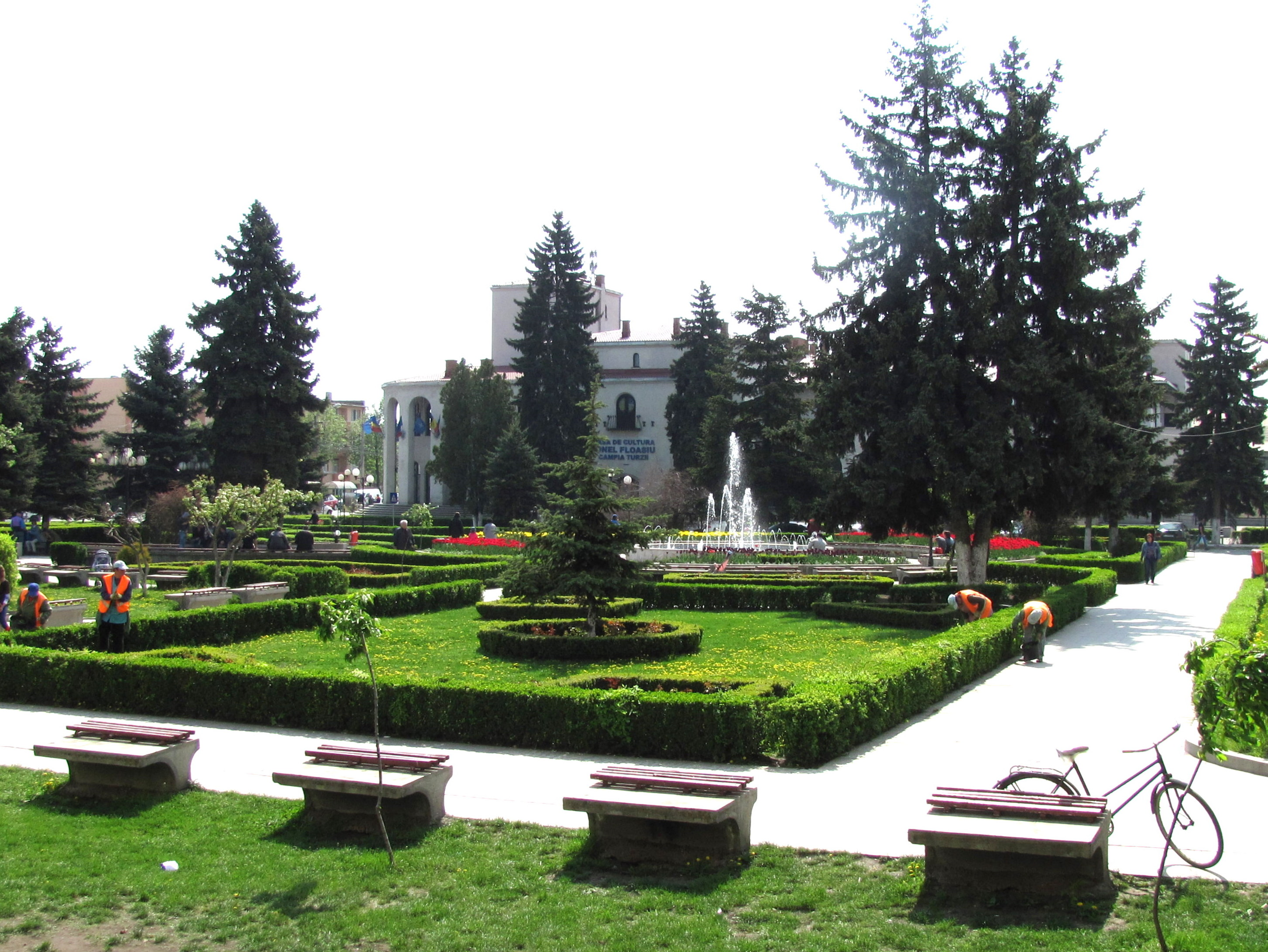
큼피아투르지

큼피아투르지(루마니아어: Câmpia Turzii, 독일어: Jerischmarkt 예리슈마크트[*], 헝가리어: Aranyosgyéres 어러뇨슈제레시[*])는 루마니아 클루지주의 도시로 면적은 23.78km2, 인구는 22,223명(2011년 기준), 인구 밀도는 930명/km2이다.
1219년 문헌에서 "성스러운 왕의 마을"이라는 뜻을 가진 '빌라 상크티 레기스' (villa Sancti Regis)라는 이름으로 등장했다. 1925년에 기리슈(Ghiriş, 헝가리어로는 어러뇨슈제레시(Aranyosgyéres)), 슨크라이(Sâncrai, 헝가리어로는 센트키라이(Szentkirály)) 마을이 통합되었고 1950년에는 자치시 지위를 부여받았다. 1998년에 시로 승격되어 오늘에 이른다. 루마니아 공군의 제71공군기지가 위치한 곳이기도 하다.

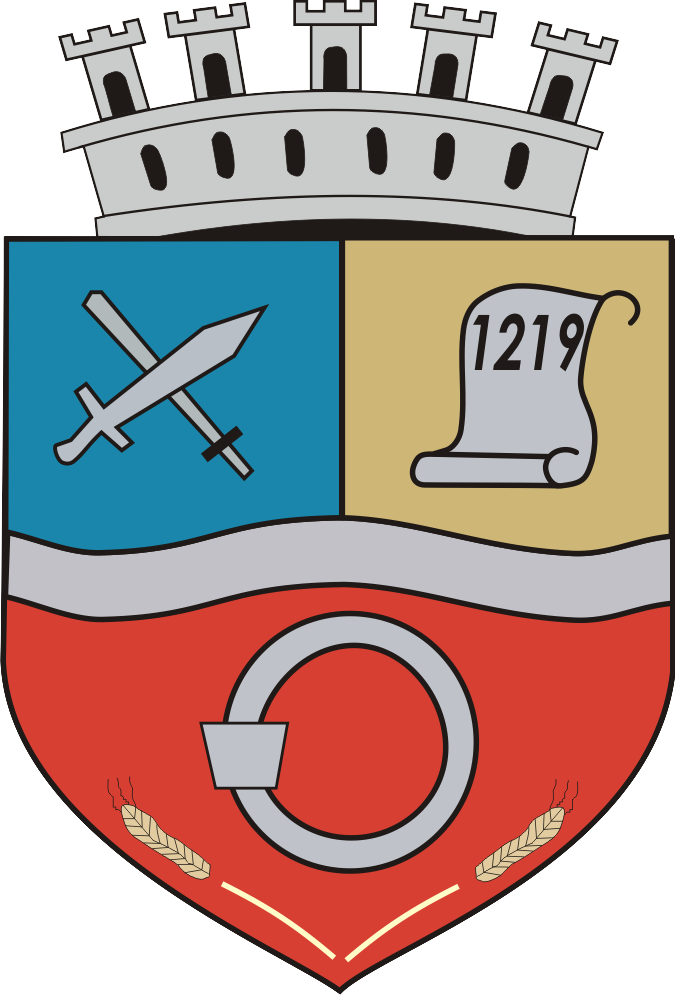
시 문장